# Anochetus muzziolii
Anochetus muzziolii är en myrart som beskrevs av Menozzi 1932. Anochetus muzziolii ingår i släktet Anochetus och familjen myror. Inga underarter finns listade i Catalogue of Life.